# Maciej Stoksik
Maciej Stoksik, właśc. Marian Maciej Stoksik (ur. 8 września 1950 we Wrocławiu) – polski artysta rzeźbiarz.

## Życiorys
Urodził się 8 września 1950 we Wrocławiu. Maturę uzyskał w 1969 w X Liceum Ogólnokształcącym im. Stefanii Sempołowskiej we Wrocławiu. Studiował w Akademii Sztuk Pięknych im. Jana Matejki w Krakowie, później w Akademii Sztuk Pięknych im. Eugeniusza Gepperta we Wrocławiu – w pracowni rzeźbiarskiej Jerzego Boronia. Dyplom artysty rzeźbiarza uzyskał w 1976. Prowadzi we Wrocławiu studio plastyczne.

## Twórczość

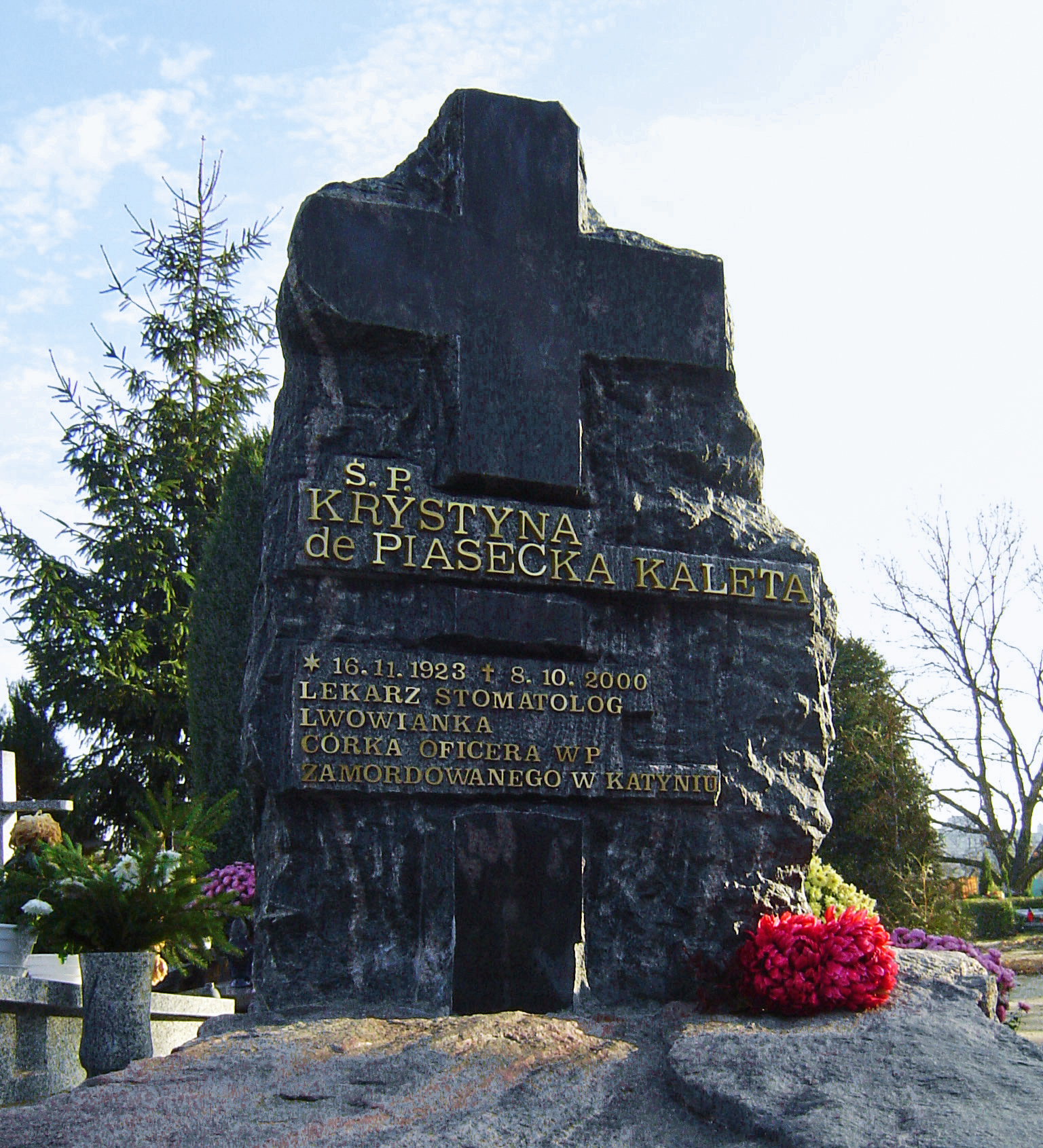
Nagrobek Polski Roku 2003 – rzeźba na cmentarzu Świętej Rodziny we Wrocławiu

Zajmuje się różnymi formami rzeźbiarstwa i ceramiki – od monumentalnych po użytkowe. Prowadzi działalność związaną z konserwacją dzieł sztuki i obiektów zabytkowych.
W 2003 wykonał nowe figury dla zegara na Wieży Ratuszowej w Oławie, zbudowanego w latach 1680–1718 przez Piastów oławskich. Mechanizm zegarowy wieży współpracuje z czterema ruchomymi drewnianymi figurami. Poszczególne figury mają swoją symbolikę i reprezentują: Króla Salomona – postać w stroju rzymskim, Śmierć z kosą – alegorię nieszczęść które dotknęły miasta, Pozłacaną Kulę – przedstawiającą Księżyc na nieboskłonie, a także Koguta goniącego kurę – podkreślającego płodność i ciągłość życia. Po silnych wiatrach w 2011 uszkodzona kosa została ponownie zainstalowana w 2012. Konserwacja figur była kontynuowana w 2017.

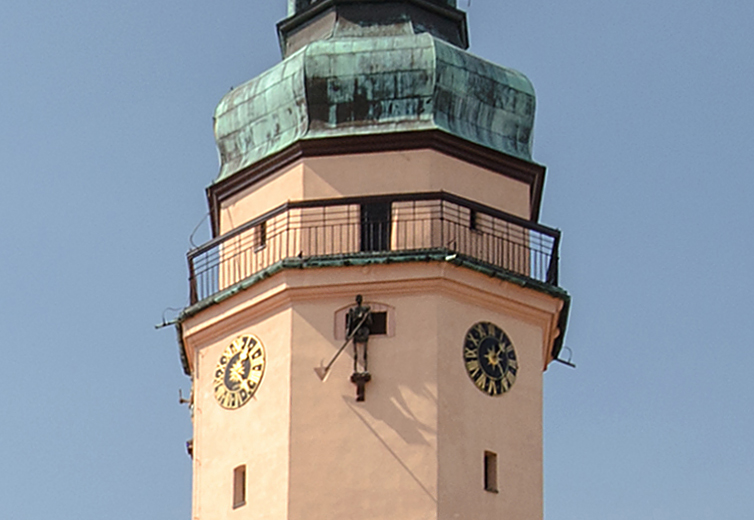
Wieża Ratuszowa w Oławie w 2013 z ruchomą figurą Śmierci stanowiącą część konstrukcji zegara z początku XVIII wieku

W 2003 uzyskał nagrodę „Nagrobek Polski Roku” za projekt i wykonanie pomnika o „nieregularnej bryle attyki z fakturą naturalnego przełomu” i bogatą kolorystyką kamienia na cmentarzu parafialnym Świętej Rodziny we Wrocławiu.

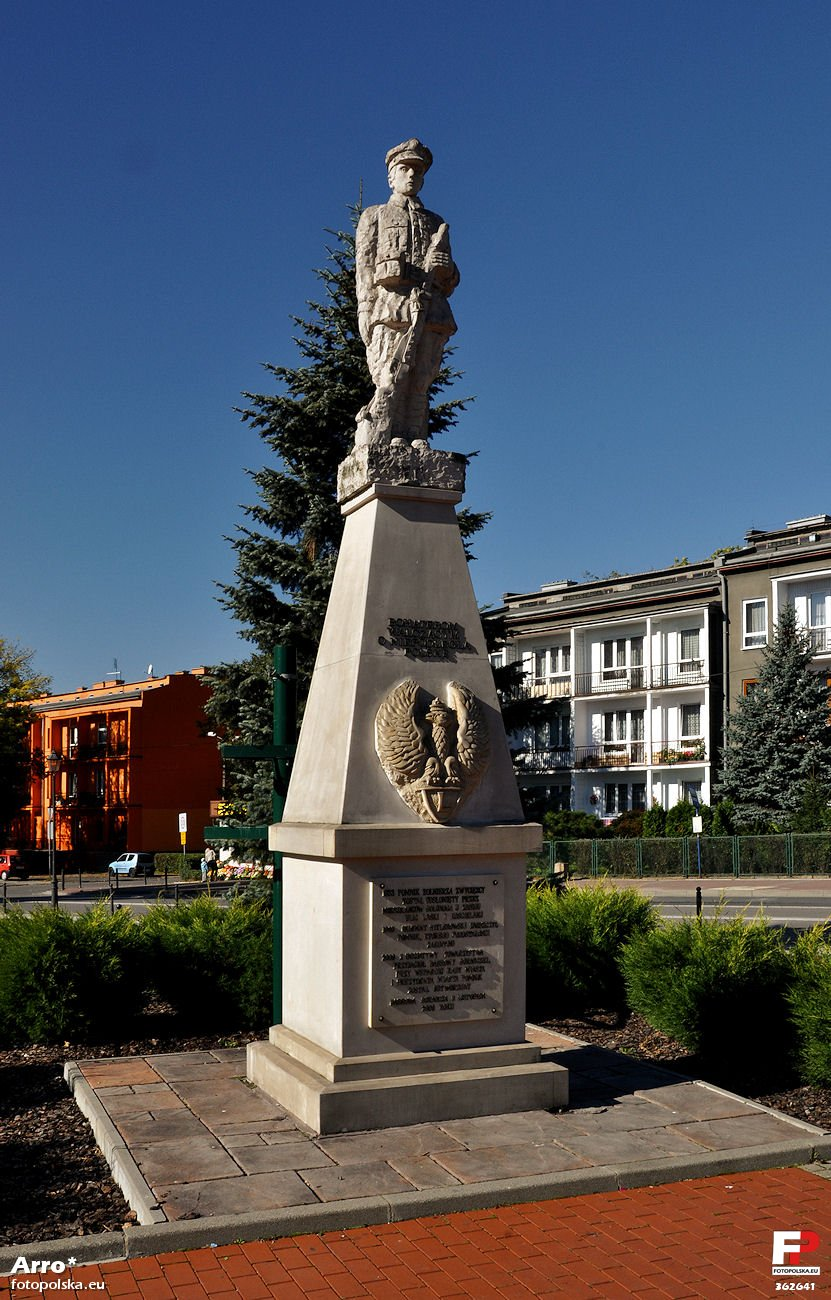
Pomnik Żołnierza Zwycięzcy na placu im. Józefa Bema w Dąbrowie Górniczej

W 2009 na placu im. Józefa Bema w Gołonogu, dzielnicy Dąbrowy Górniczej, odsłonięto wykonany przez niego z szydłowieckiego piaskowca pomnik Żołnierza Zwycięzcy. Rzeźba była wzorowana na zachowanych fotografiach figury młodego legionisty z okresu walk o niepodległość Polski, którego pomnik stał w tym miejscu od 1933 i został zburzony przez Niemców w 1940.
W 2013 wykonał w Kamieniu Pomorskim ze strzegomskiego granitu pięć kolumn Pomorskiej Drogi św. Jakuba – znaków etapów tej Drogi dla pielgrzymów przechodzących z litewskiej Kretyngi przez Kamień Pomorski do hiszpańskiego Santiago de Compostela. Dzieło to powstało w ramach projektu RECREate-Rewitalizacja Europejskiego Szlaku Kulturowego na Obszarze Południowego Bałtyku.
W 2014 jego pracownia wykonała pomnik w formie dwóch pochylonych krzyży na cmentarzu w Kole, upamiętniający dwieście ofiar nalotu lotnictwa niemieckiego 2 września 1939 na pociąg ewakuacyjny i dworzec kolejowy w Kole. Budowa pomnika była wspólną inicjatywą dwóch społeczności – Krotoszyna (skąd pociąg wyruszył) i Koła, na którego cmentarzu zostały pochowane ofiary niemieckiej napaści.

## Życie prywatne
Jego rodzice, Stefan Stoksik (1909–1979) – inżynier melioracji i Anna z Hatłasów (1915–2014) – nauczycielka, byli w czasie II wojny światowej oficerami Narodowych Sił Zbrojnych. Jest bratem artystek malarek Alicji Stoksik i Barbary Ceny. Jego babka, Florentyna Hatłas z domu Krysta, zachowywała tradycje mieszkańców Wilamowic wywodzących się z Fryzji i Flandrii.